# The Life of the Party (film 1937)
The Life of the Party è un film del 1937 diretto da William A. Seiter. Di genere musicale, aveva come interpreti Joe Penner, Gene Raymond, Harry Parke, Harriet Nelson, Victor Moore, Helen Broderick, Ann Miller.

## Trama
In California, sul treno per Santa Barbara, Barry Saunders - giovane erede di una fortuna milionaria - incontra l'ungherese Mitzi Martos, un'aspirante cantante che lo fa immediatamente innamorare. La ragazza, la cui scarpa è rimasta incastrata, però scappa via scalza. Barry, intanto, sfugge ad Oliver, un investigatore privato assunto da sua madre per impedirgli di sposarsi prima di avere compiuto trent'anni, cosa che gli farebbe perdere la sua eredità. Il giovane, per ritrovare Mitzi, chiede aiuto a Parky, il detective del suo albergo, che ha l'idea di comperare 1.200 dollari di scarpe per attirare la ragazza nella camera di Barry. Nel frattempo, la madre di Mitzi, la contessa Martos, arriva con la signora Penner, una socialite di Park Avenue il cui figlio Joe è il marito designato dalla contessa per la figlia. Mitzi, intanto, non ottiene un'audizione che cerca di procurarle Pauline, la sua agente, con Molnac, un noto direttore d'orchestra. Barry rivede Mitzi e cerca di convincerla a sposarlo, ma per lei la cosa più importante resta la carriera. Per un equivoco, tutti credono che Barry e Mitzi sono invece sposati e così la contessa Mantos ordina subito la suite nuziale per la giovane coppia. Pauline e Oliver organizzano una festa di matrimonio con l'orchestra di Molnac; poi, Pauline paga Parky e Joe per impedire di esibirsi alla cantante della band. Mitzi la sostituisce, riuscendo finalmente a farsi sentire da Molnac che resta colpito dalla sua bravura. Dopo l'esibizione di Mitzi, si chiarisce anche la storia del suo supposto matrimonio con Barry. I due giovani decidono di sposarsi per davvero anche a costo di perdere l'eredità. Ma l'arrivo della madre di Barry risolve questo problema: la donna confessa infatti che, per ragioni di vanità, aveva sempre nascosto la vera età del figlio che, con l'ultimo compleanno, ha finalmente compiuto i fatidici trent'anni, lasciandolo libero di sposarsi quando vuole.

## Produzione
Le riprese del film, prodotto dalla RKO Radio Pictures con il titolo di lavorazione Three on a Latchkey, durarono dal 20 maggio a metà giugno 1937.

### Musica
- So You Won't Sing, musica di Allie Wrubel, parole di Herbert Magidson
- Let's Have Another Cigarette, musica di Allie Wrubel, parole di Herbert Magidson
- Life of the Part, musica di Allie Wrubel, parole di Herbert Magidson
- Yankee Doodle Band, musica di Allie Wrubel, parole di Herbert Magidson
- Chirp a Little Ditty, musica di Allie Wrubel, parole di Herbert Magidson
- Roses in December, musica di Ben Oakland, parole di Herbert Magidson e George Jessel[1]

## Distribuzione
Il copyright del film, richiesto dalla RKO Radio Pictures, Inc., fu registrato il 3 settembre 1937 con il numero LP7418.
Distribuito dalla RKO Radio Pictures, il film uscì nelle sale cinematografiche statunitensi il 3 settembre 1937. In Francia, dove prese il titolo Charivari, fu distribuito il 2 marzo 1938. In Belgio, fu presentato a Bruxelles il 22 aprile 1938. Nello stesso anno, il 23 aprile, uscì anche in Uruguay come Capricho galante. In Portogallo fu distribuito il 10 febbraio 1939 con il titolo Corações em Festa.